# Awangku Yunos
Awangku Yunos (Bandar Seri Begawan, Brunéi, 25 de marzo de 1996) es un futbolista de Brunéi que juega en las posiciones de defensa central y centrocampista con el DPMM FC de la Liga Premier de Singapur desde el año 2015.

## Carrera

### Club
| Periodo   | Club     |
| --------- | -------- |
| 2012      | BIBD SRC |
| 2013-2014 | Majra FC |
| 2015-     | DPMM FC  |

### Selección nacional
Ha estado en el proceso de selecciones nacionales de Brunéi desde la categoría sub-18, donde anotó un gol en 23 partidos y llegó a jugar en tres ediciones de los Juegos del Sudeste Asiático.
Yura fue seleccionado para jugar en los partidos de clasificación para el Campeonato de la AFF 2014 en Laos en octubre de ese año, convocado por el entrenador Steve Kean donde perdieron 1–3 ante Birmania. Yura también jugó ante Camboya que también perdió por 0–1.
Yura también jugó en la clasificación para el Campeonato de la AFF 2016 en Camboya en octubre reemplazando a Reduan Petara que estaba lesionado. Fue expulsado al minuto 88 por darle una patada a Tith Dina en la derrota por 0–3 ante Camboya.
Yura fue uno de 13 jugadores del DPMM FC convocados para los partidos de septiembre de 2018 para los partidos de clasificación para el Campeonato de la AFF 2018 ante Timor Oriental. El entrenador Kwon Oh-son lo puso de centrocampista en la derrota por 1-3. En el partido de vuelta Yura jugó de defensa central en la victoria por 1–0, pero Brunéi quedó fuera con un marcador global de 2-3.
Yura fue convocado para enfrentar a Mongolia por la clasificación de AFC para la Copa Mundial de Fútbol de 2022 en junio de 2019, donde jugó como centrocampista. Brunéi perdió en el partido de ida por 0-2 en Bandar Seri Begawan y ganó 2–1 en la vuelta, quedando eliminados del Mundial de Catar 2022 y la Copa Asiática 2023.
En septiembre de 2022 Yura fue convocado para los partidos amistosos ante Maldivas y Laos, donde perdieron ante Maldivas y vencieron a Laos. En diciembre de ese año fue convocado para jugar en el Campeonato de la AFF 2022, donde anotó un autogol en el primer partido del torneo ante Tailandia en la derrota por 0–5. Jugó en los cuatro partidos en el torneo.
En septiembre de 2023 Yura jugó en el partido amistoso ante Hong Kong que terminó con derrota por 0-10. Al mes siguiente jugó los partidos de clasificación de AFC para la Copa Mundial de Fútbol de 2026 ante Indonesia. Ambos partidos terminaron con derrota por 0–6.
Yura jugó ante Macao y Timor Oriental por la clasificación para la Copa Asiática 2027 y por la clasificación para el Campeonato de la ASEAN 2024. Vencieron a Macao en el global por 4–0, Brunéi perdió ante Timor Oriental por 0–1 en el marcador global y quedó fuera del Campeonato de la ASEAN 2024. Yura jugó los 90 minutos en la derrota ante Rusia por 0-11.

## Logros
- S.League: 2015
- Liga Premier de Singapur: 2019
- Copa FA de Brunéi: 2022